# Ad abolendam

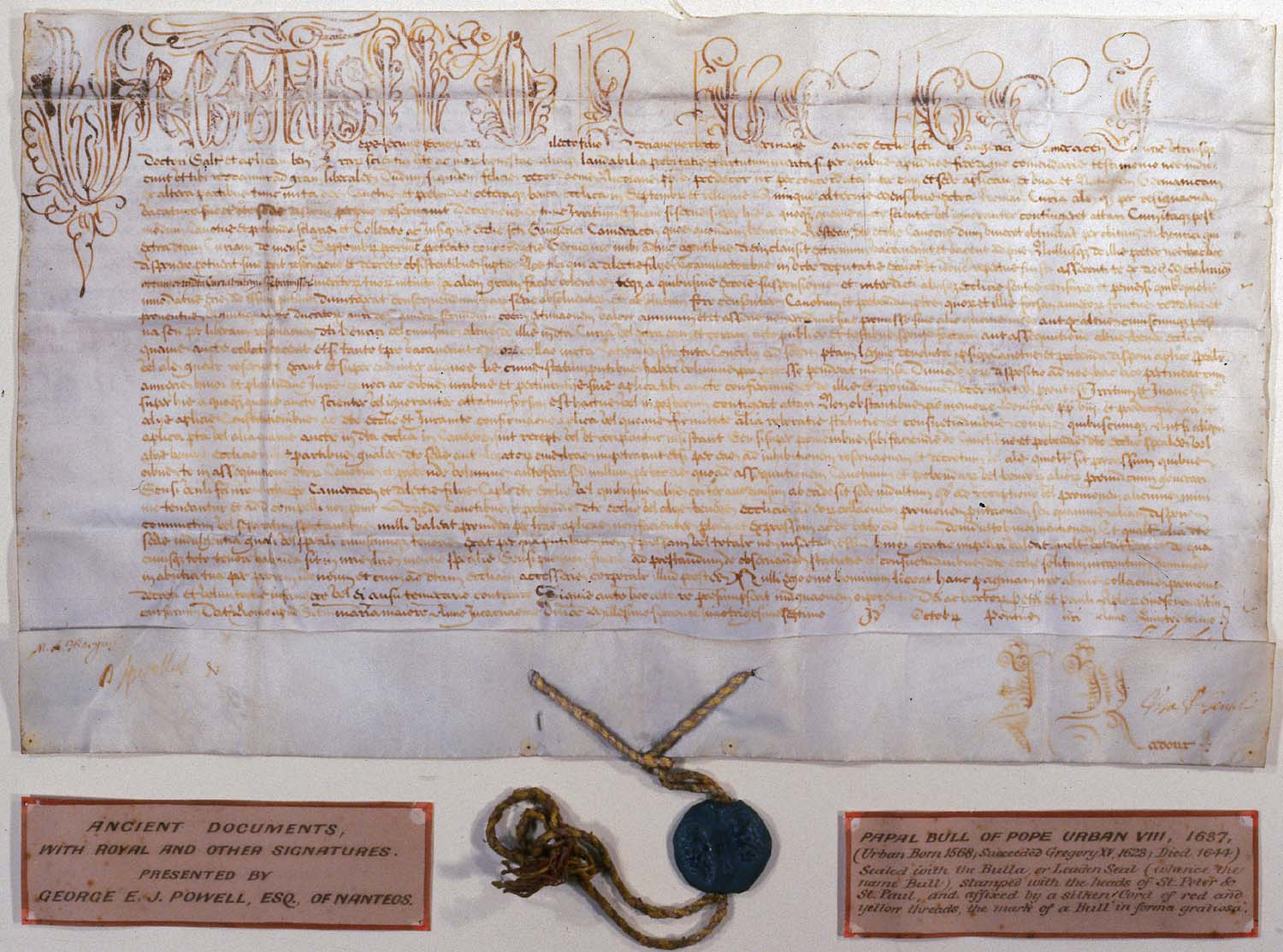
Pauselijke bul van Lucius III. Thans in het bezit van de University of Wales

Ad Abolendam (Latijn voor Met het doel af te schaffen) was een in 1184 uitgevaardigde pauselijke bul door paus Lucius III, volgend op het Concilie van Verona, die als hoofdthema de complete uitbanning van ketterij voor ogen had.

## Inhoud
Tot 1184 werden de acties om ketterij te onderdrukken vooral geïnitieerd door de gezagsdragers van de kerk  in de gebieden waar deze afvalligheid voorkwam, in concreto de lokale bisschoppen. Tijdens het Derde Lateraans Concilie (1179) was een structurele aanpak al aan de orde geweest, waarbij de focus vooral lag op Zuid-Frankrijk en Noord-Italië, waar groeperingen als de katharen, de waldenzen, de arnoldisten en andere actief waren.
Met deze bul werd niet alleen de aanval geopend op de ketters zelf, maar ook op hen die deze ketterijen toestonden. Bij verdenking volgde direct excommunicatie en berechting door de wereldlijke autoriteiten, waarbij alle rechten aan de verdachten werden ontnomen.
Speciale instructies werden gegeven aan de kerkelijke gezagsdragers om de inhoud van de bul wereldkundig te maken, toe te zien op de naleving van de bul en zelf controles uit te voeren in hun gezagsgebied, waarbij zij mensen moesten ondervragen over eventueel aanwezige ketters.
Deze bul kan beschouwd worden als het begin van de Inquisitie.